# Hoàng Mai, Hoàng Cương

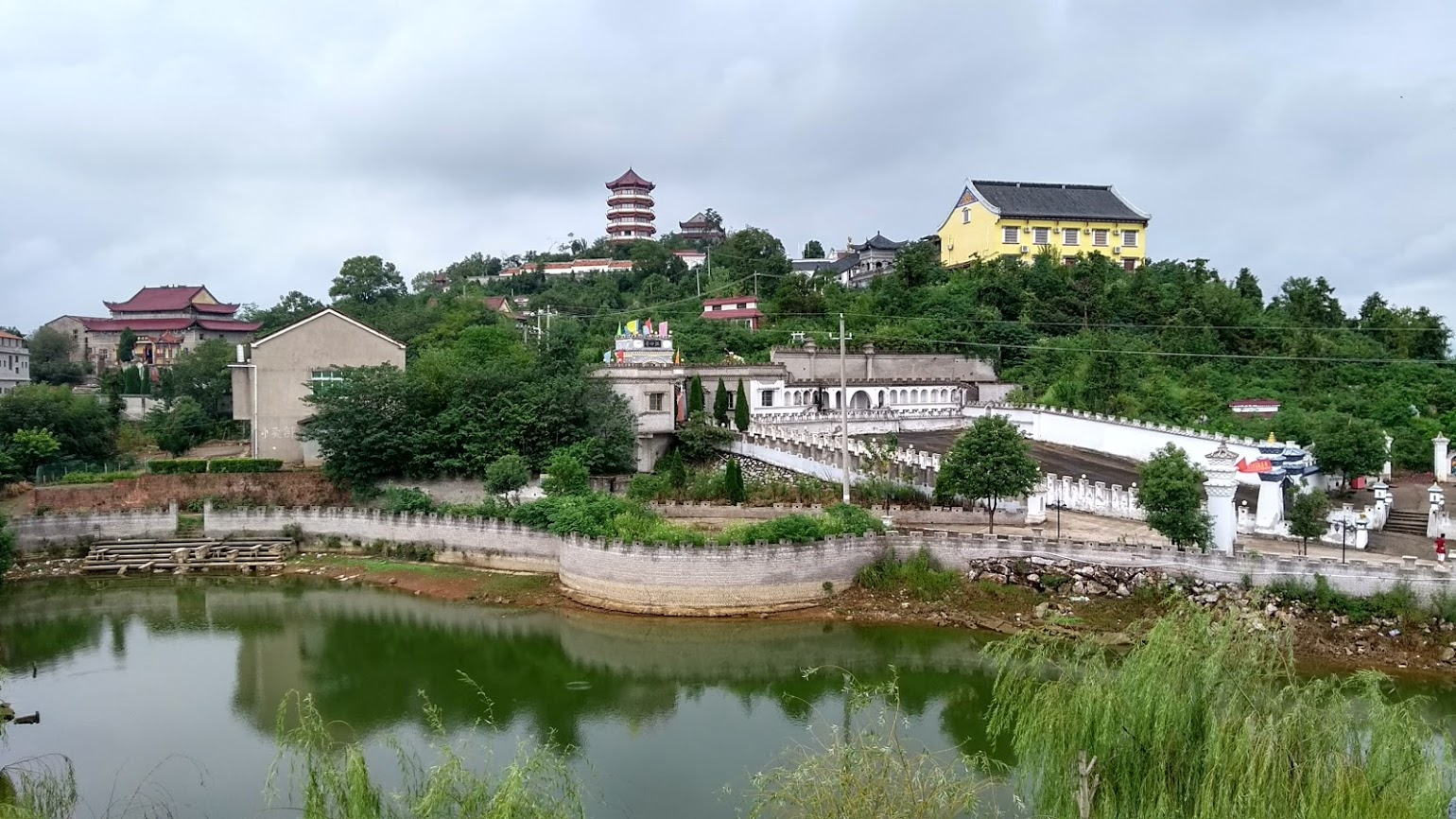
Một khu ở Hoàng Mai

Hoàng Mai (黄梅县, Hán Việt: Hoàng Mai huyện) là một huyện thuộc địa cấp thị Hoàng Cương, tỉnh Hồ Bắc, Cộng hòa Nhân dân Trung Hoa. Huyện này có diện tích 1701 km², dân số năm 2004 là 970.000 người. Huyện này có các đơn vị hành chính gồm 12 trấn (Tiểu Trì, Hoàng Mai, Trạc Cảng, Đại Hà, Tân Khai, Ngũ Tổ, Hạ Tân, Sái Sơn, Khổng Lũng, Cổ Trúc, Độc Sơn) và 4 hương (Liễu Lâm, Sam Mộc, Lưu Tả, Phân Lộ)